# العلاقات الإسرائيلية الكوبية
العلاقات الإسرائيلية الكوبية هي العلاقات الثنائية التي تجمع بين إسرائيل وكوبا.

## مقارنة بين البلدين
هذه مقارنة عامة ومرجعية للدولتين:
| وجه المقارنة                                              | إسرائيل                                                             | كوبا                              |
| --------------------------------------------------------- | ------------------------------------------------------------------- | --------------------------------- |
| المساحة (كم2)                                             | 20.77 ألف                                                           | 109.88 ألف                        |
| عدد السكان (نسمة)                                         | 8.89 مليون                                                          | 11.48 مليون                       |
| الكثافة السكانية (ن./كم²)                                 | 428.02                                                              | 104.48                            |
| العاصمة                                                   | تل ابيب                                                             | هافانا                            |
| اللغة الرسمية                                             | اللغة العبرية، اللغة العربية                                        | اللغة الإسبانية                   |
| العملة                                                    | شيكل إسرائيلي جديد، شيكل إسرائيلي قديم، جنيه فلسطيني، جنيه إسرائيلي | بيزو كوبي، بيزو كوبي قابل للتحويل |
| الناتج المحلي الإجمالي (بليون دولار)                      | 350.85 مليار                                                        | 87.13 مليار                       |
| الناتج المحلي الإجمالي (تعادل القوة الشرائية) بليون دولار | 306.51 مليار                                                        |                                   |
| الناتج المحلي الإجمالي الاسمي للفرد دولار أمريكي          | 35.73 ألف                                                           |                                   |
| الناتج المحلي الإجمالي للفرد دولار أمريكي                 | 36.58 ألف                                                           |                                   |
| مؤشر التنمية البشرية                                      | 0.899                                                               | 0.769                             |
| رمز المكالمات الدولي                                      | +972                                                                | +53                               |
| رمز الإنترنت                                              | .il                                                                 | .cu                               |
| المنطقة الزمنية                                           | توقيت إسرائيل، Israel Summer Time ‏                                  | 00                                |

## منظمات دولية مشتركة
يشترك البلدان في عضوية مجموعة من المنظمات الدولية، منها:
| علم المنظمة | اسم المنظمة                   | تاريخ انضمام إسرائيل | تاريخ انضمام كوبا |
| ----------- | ----------------------------- | -------------------- | ----------------- |
|             | الأمم المتحدة                 | 11 مايو 1949         | 24 أكتوبر 1945    |
|             | منظمة التجارة العالمية        | 21 أبريل 1995        | ?                 |
|             | منظمة الشرطة الجنائية الدولية | ?                    | ?                 |
|             | الاتحاد الدولي للاتصالات      | 24 يونيو 1948        | 16 يناير 1918     |
|             | يونسكو                        | 16 سبتمبر 1949       | 29 أغسطس 1947     |
|             | الاتحاد البريدي العالمي       | ?                    | ?                 |

## أعلام
هذه قائمة لبعض الشخصيات التي تربطها علاقات بالبلدين:
- ريكاردو وولف (1887[24] – 1981[24])

## وصلات خارجية
- موقع وزارة الخارجية الإسرائيلية
- موقع وزارة الخارجية الكوبية